# Distrito de Rambouillet
El distrito de Rambouillet es un distrito (en francés arrondissement) de Francia, que se localiza en el departamento de Yvelines, de la región de Isla de Francia (en francés Île-de-France). Cuenta con 5 cantones y 81 comunas.

## Cantones
Los cantones del distrito de Rambouillet son:
1. Cantón de Chevreuse
2. Cantón de Maurepas
3. Cantón de Montfort-l'Amaury
4. Cantón de Rambouillet
5. Cantón de Saint-Arnoult-en-Yvelines

## Comunas
| 1. Ablis (78003)                       | 2. Allainville (78009)               | 3. Auffargis (78030)                | 4. Auteuil (78034)                     | 5. Autouillet (78036)                    |
| 6. Bazoches-sur-Guyonne (78050)        | 7. Beynes (78062)                    | 8. Boinville-le-Gaillard (78071)    | 9. La Boissière-École (78077)          | 10. Boissy-sans-Avoir (78084)            |
| 11. Bonnelles (78087)                  | 12. Les Bréviaires (78108)           | 13. Bullion (78120)                 | 14. Béhoust (78053)                    | 15. La Celle-les-Bordes (78125)          |
| 16. Cernay-la-Ville (78128)            | 17. Chevreuse (78160)                | 18. Choisel (78162)                 | 19. Clairefontaine-en-Yvelines (78164) | 20. Coignières (78168)                   |
| 21. Dampierre-en-Yvelines (78193)      | 22. Les Essarts-le-Roi (78220)       | 23. Flexanville (78236)             | 24. Galluis (78262)                    | 25. Gambaiseuil (78264)                  |
| 26. Garancières (78265)                | 27. Gazeran (78269)                  | 28. Goupillières (78278)            | 29. Grosrouvre (78289)                 | 30. Hermeray (78307)                     |
| 31. Jouars-Pontchartrain (78321)       | 32. Longvilliers (78349)             | 33. Lévis-Saint-Nom (78334)         | 34. Magny-les-Hameaux (78356)          | 35. Marcq (78364)                        |
| 36. Mareil-le-Guyon (78366)            | 37. Maurepas (78383)                 | 38. Le Mesnil-Saint-Denis (78397)   | 39. Les Mesnuls (78398)                | 40. Millemont (78404)                    |
| 41. Milon-la-Chapelle (78406)          | 42. Mittainville (78407)             | 43. Montfort-l'Amaury (78420)       | 44. Méré (78389)                       | 45. Neauphle-le-Château (78442)          |
| 46. Neauphle-le-Vieux (78443)          | 47. Orcemont (78464)                 | 48. Orphin (78470)                  | 49. Orsonville (78472)                 | 50. Paray-Douaville (78478)              |
| 51. Le Perray-en-Yvelines (78486)      | 52. Poigny-la-Forêt (78497)          | 53. Ponthévrard (78499)             | 54. Prunay-en-Yvelines (78506)         | 55. La Queue-les-Yvelines (78513)        |
| 56. Raizeux (78516)                    | 57. Rambouillet (78517)              | 58. Rochefort-en-Yvelines (78522)   | 59. Saint-Arnoult-en-Yvelines (78537)  | 60. Saint-Forget (78548)                 |
| 61. Saint-Germain-de-la-Grange (78550) | 62. Saint-Hilarion (78557)           | 63. Saint-Lambert (78561)           | 64. Saint-Léger-en-Yvelines (78562)    | 65. Saint-Martin-de-Bréthencourt (78564) |
| 66. Saint-Rémy-l'Honoré (78576)        | 67. Saint-Rémy-lès-Chevreuse (78575) | 68. Sainte-Mesme (78569)            | 69. Saulx-Marchais (78588)             | 70. Senlisse (78590)                     |
| 71. Sonchamp (78601)                   | 72. Thoiry (78616)                   | 73. Le Tremblay-sur-Mauldre (78623) | 74. La Verrière (78644)                | 75. Vicq (78653)                         |
| 76. Vieille-Église-en-Yvelines (78655) | 77. Villiers-Saint-Fréderic (78683)  | 78. Villiers-le-Mahieu (78681)      | 79. Voisins-le-Bretonneux (78688)      | 80. Élancourt (78208)                    |
| 81. Émancé (78209)                     |                                      |                                     |                                        |                                          |